# Streberg
Streberg ist ein Gemeindeteil von Wessobrunn im oberbayerischen Landkreis Weilheim-Schongau.

## Geografie
Die Einöde liegt circa zwei Kilometer südwestlich von Wessobrunn in einer Jungmoränenlandschaft, ist jedoch durch den Schlittgraben von dem Hauptort getrennt. Etwa 500 m nördlich befindet sich das Naturschutzgebiet Rohrmoos, südlich fließt der Rottbach vorbei.

## Geschichte
Streberg gehörte zur Riederschaft Forst der Klosterhofmark Wessobrunn. Im Jahr 1761 wird ein Achtelhof erwähnt, er war dem Kloster Wessobrunn grundbar. Die Hohe Gerichtsbarkeit lag beim Landgericht Landsberg.
Nach der Säkularisation wurde die Einöde im Zuge der Gemeindeedikte von 1818 Bestandteil der neugebildeten Gemeinde Forst im Landgericht Weilheim in Oberbayern.
Mit dieser wurde Streberg im Zuge der Gebietsreform in Bayern am 1. Mai 1978 nach Wessobrunn eingemeindet.